# Romance (альбом Fontaines D.C.)
Romance — четвёртый студийный альбом ирландской рок-группы Fontaines D.C. Анонсированный 17 апреля 2024 года вместе с лид-синглом «Starburster», он был выпущен 23 августа 2024 года. В него также вошли синглы «Favourite», «Here’s the Thing», «In the Modern World» и «Bug». Это их первый релиз на XL Recordings, после того как группа покинула Partisan Records, а продюсером выступил Джеймс Форд.
Альбом получил всеобщее признание критиков и вошёл в рейтинги лучших дисков 2024 года, составленные многочисленными музыкальными изданиями. В Соединённом Королевстве за первую неделю было продано более чем в два раза больше, чем у его предшественника Skinty Fia, занявшего первое место. Однако в чарте UK Albums Chart он дебютировал на втором месте после альбома Сабрины Карпентер Short n’ Sweet. Romance получил две номинации на 67-й ежегодной премии «Грэмми»: Лучший рок-альбом и Лучшее исполнение альтернативной музыки (за песню «Starbuster»).

## Предыстория
Гриан Чаттен рассказал Mojo, что для создания альбома они решили отойти от ирландской тематики, поскольку было бы слишком сложно «звучать как Ирландия», создавая футуристическое и антиутопическое видение под названием Romance. По словам Чаттена, процесс написания песен был, как обычно для группы, «постоянным процессом», который происходил между гастролями. Духовная форма" альбома впервые возникла, когда он написал трек «In the Modern World». Он сравнил этот процесс с созданием саундтрека к городу, для которого он наконец понял «цвет, год, атмосферу и температуру». На альбом повлияли несколько мест, а также «определённые атмосферы в определённое время», включая Токио. Чаттен заявил: «Мы пишем гораздо больше, основываясь на визуальных, чем на музыкальных отсылках. Так проще быть оригинальными». Альбом также был вдохновлён японской мангой и итальянским кино. Продюсером альбома выступил Джеймс Форд. Барабанщик Том Колл сказал, что Romance в некотором смысле похож на первую студийную запись группы, поскольку они сознательно отошли от своего давнего менталитета «если мы не можем сыграть это вживую, давайте не будем этого делать».
Песня «Horseness Is the Whatness» была написана гитаристом Карлосом О’Коннелом, а название взято из романа «Улисса». Текст песни «Here’s the Thing» был создан на основе спора между Чаттеном и О’Коннелом, а «In the Modern World» была вдохновлена «напряжением разочарования» Ланы Дель Рей. «Favourite» изначально состояла из двенадцати куплетов, написанных Чаттеном, но остальные участники группы сократили её до четырёх. И, по словам Конора Керли, его вокал в «Sundowner» был случайным.

## Отзывы
| Совокупная оценка | Совокупная оценка |
| Источник          | Оценка            |
| ----------------- | ----------------- |
| AnyDecentMusic?   | 8.8/10            |
| Metacritic        | 89/100            |
| Оценки критиков   |                   |
| Источник          | Оценка            |
| AllMusic          | [ 9 ]             |
| The Guardian      | [ 10 ]            |
| The Irish Times   | [ 11 ]            |
| Mojo              | [ 12 ]            |
| NME               | [ 13 ]            |
| Pitchfork         | 7.7/10            |
| Record Collector  | [ 15 ]            |
| Rolling Stone UK  | [ 16 ]            |
| Uncut             | 8/10              |

Альбом получил положительные отзывы от музыкальных журналистов.
Его рейтинг на Metacritic равный 89 из 100 на основе нескольких рецензий означает «всеобщее признание».
Кит Кэмерон из Mojo оценил его в 4 звезды из 5, заявив: «Вдохновлённый японской мангой и итальянским кино, четвёртый альбом ирландского квинтета ищет истину в мире, который пошёл наперекосяк». Кэмерон продолжил: «В более условно аранжированной „Bug“ он [Гриан] по-прежнему нанизывает слова, как тесселированную движущуюся мостовую […]. С примыканием музыки к „There Is a Light That Never Goes Out“ возникает мысль, что, как и The Smiths, это рок-группа со свежим словарным запасом и поведенческим кодексом».
Шон Курран, написав для Record Collector, дал альбому 4 звезды из 5, заключив: «Поразительно думать, как далеко Fontaines D.C. продвинулись в творческом плане за пять лет, благодаря возбуждению, беспокойству, живому воображению и смелости пробовать новое». Курран также назвал песню «Favourite» лучшей в альбоме, описав её как «звук лета», в котором shoegaze встречается с The Cure.
Тони Клейтон из The Irish Times поставил альбому 4,5 звезды из 5, подытожив эволюцию группы в альбоме так: «Всё это довольно далеко от „Boys in the Better Land“, „Liberty Belle“, „Too Real“ и „Big“, но Fontaines DC справедливо спрашивают, в чем смысл, если нужно спрашивать разрешения на эволюцию». Последний трек «Favourite» также был назван лучшей песней с «неотразимыми джангл-гитарами и, возможно, знаком того, чего стоит ожидать от альбома номер пять».
Алексис Петридис, главный рок- и поп-критик The Guardian, назвал альбом «альбомом недели», поставив ему 5 из 5 звёзд, и оценил его влияние следующим образом: «Romance более прямолинеен, чем любой другой альбом Fontaines DC на сегодняшний день — вы легко можете представить себе, как „Desire“ провоцирует огромную толпу на подпевание. Но при этом он ничуть не теряет своей силы: захватывающе, он всё ещё несёт в себе те же мрачные, изношенные, агрессивные качества, что и их предыдущие работы».
Дэниел Дилан из Uncut оценил альбом в 8/10, описав его и звуковую эволюцию группы так: «От электронных медленных настроенческих размышлений Romance до вдохновлённой паникой „Starburster“ или проносящихся гармоний „In the Modern World“, чувствуется, что группа выделила новое звуковое пространство, в котором она может работать, сохраняя при этом свою собственную идентичность».
NME дал альбому пять звёзд, назвав его «альбомом, который отражает разрушительную двойственность своего названия». Они назвали Romance «самым продуманным и сложным релизом группы».
28 ноября 2024 года Romance получил награду за альбом на церемонии Rolling Stone UK Awards 2024 года и был назван журналом «мгновенной классикой».

### Итоговые списки критиков
| Публикация        | Список                          | Ранг | Ссылка |
| ----------------- | ------------------------------- | ---- | ------ |
| BBC Radio 6 Music | 26 Albums of the Year 2024      | н/д  | [ 19 ] |
| Exclaim!          | 50 Best Albums of 2024          | 39   | [ 20 ] |
| The Independent   | The best albums of 2024, ranked | 1    | [ 21 ] |
| MOJO              | 75 Best Albums of 2024          | 7    | [ 22 ] |
| Rough Trade UK    | Albums of the Year 2024         | 13   | [ 23 ] |
| Time Out          | The Best Albums of 2024         | 1    | [ 24 ] |
| Uncut             | 80 Best Albums of 2024          | 13   | [ 25 ] |

## Список композиций
Слова и музыка всех песен — Grian Chatten, Conor Curley, Carlos O'Connell, Conor Deegan и Tom Coll, кроме указанных.
| №                   | Название                    | Текст песни                | Длительность |
| ------------------- | --------------------------- | -------------------------- | ------------ |
| 1.                  | «Romance»                   |                            | 2:33         |
| 2.                  | «Starburster»               |                            | 3:41         |
| 3.                  | «Here's the Thing»          |                            | 2:43         |
| 4.                  | «Desire»                    |                            | 3:39         |
| 5.                  | «In the Modern World»       |                            | 4:26         |
| 6.                  | «Bug»                       |                            | 3:02         |
| 7.                  | «Motorcycle Boy»            |                            | 3:42         |
| 8.                  | «Sundowner»                 | Grian Chatten Conor Curley | 3:25         |
| 9.                  | «Horseness Is the Whatness» | Carlos O'Connell           | 3:07         |
| 10.                 | «Death Kink»                |                            | 2:23         |
| 11.                 | «Favourite»                 |                            | 4:16         |
| Общая длительность: | Общая длительность:         | Общая длительность:        | 36:57        |

## Чарты

### Еженедельные чарты
| Чарт (2024)                                   | Высшая позиция |
| --------------------------------------------- | -------------- |
| Австралия (ARIA)                              | 6              |
| Австрия (Ö3 Austria)                          | 7              |
| Бельгия/Фландрия (Ultratop)                   | 2              |
| Бельгия/Валлония (Ultratop)                   | 2              |
| Хорватия (IFPI)                               | 4              |
| Дания (Hitlisten)                             | 23             |
| Нидерланды (Album Top 100)                    | 2              |
| Финляндия (Suomen virallinen lista)           | 32             |
| Франция (SNEP)                                | 3              |
| Германия (Offizielle Top 100)                 | 6              |
| Ирландия (Irish Albums Chart)                 | 2              |
| Италия (FIMI)                                 | 8              |
| Литва (AGATA)                                 | 48             |
| Новая Зеландия (RMNZ)                         | 6              |
| 16                                            |                |
| Португалия (AFP)                              | 4              |
| Шотландия (Scottish Albums Chart)             | 2              |
| Испания (PROMUSICAE)                          | 9              |
| Швеция (Physical Albums, Sverigetopplistan)   | 3              |
| Швейцария (Schweizer Hitparade)               | 3              |
| Великобритания (UK Albums Chart)              | 2              |
| Великобритания (UK Independent Albums Chart)  | 1              |
| США (Billboard 200)                           | 97             |
| США (Billboard Independent Albums)            | 16             |
| США Top Rock & Alternative Albums (Billboard) | 20             |

## Сертификации
| Регион                                                                      | Сертификация | Продажи |
| --------------------------------------------------------------------------- | ------------ | ------- |
| Великобритания (BPI)                                                        | Золотой      | 100 000 |
| Данные о продажах + прослушиваниях приведены только на основе сертификации. |              |         |